# Hemiowoodwardia wilsoni.
Hemiowoodwardia wilsoni. är en insektsart som först beskrevs av Evans 1936.  Hemiowoodwardia wilsoni. ingår i släktet Hemiowoodwardia och familjen Peloridiidae. Inga underarter finns listade i Catalogue of Life.